# Elaver mulaiki
Elaver mulaiki là một loài nhện trong họ Clubionidae.
Loài này thuộc chi Elaver. Elaver mulaiki được Willis J. Gertsch miêu tả năm 1935.